# Хлепень
 Хлепе́нь — деревня в Смоленской области России, в Сычёвском районе. Расположена в северо-восточной части области в 17 км к северо-востоку от Сычёвки, на автодороге Р134, на левом берегу реки Вазузы (Вазузского водохранилища).
Население — 240 жителей (2007 год).

## История
В IX веке на территории городища возникло древнерусское поселение, которое в XIII веке было сожжено. Заново деревня была отстроена в XIV—XV веках.
В XIX — начале XX века село Хлепень входило в состав Тверской губернии. В 1888 году — центр Хлепенского прихода Игнатовской волости Зубцовского уезда, 33 двора, 104 жителя. С 1923 года — в Ржевском уезде. С 1929 года в Сычёвском районе Западной области, с 1937 года в Смоленской области, центр Хлепенского сельсовета, с 1993 года по 1999 год — Хлепенской сельской администрации, с 1999 года по 2005 год — Хлепенского сельского округа. С 01.01.2006 по 02.10.2015 г. административный центр Хлепенского сельского поселения. 2 октября 2015 года администрация Хлепенского сельского поселения была присоединена к администрации Никольского сельского поселения.
В годы Великой Отечественной войны территория вокруг Хлепня стала ареной ожесточенных боев. Хлепень была занята противником в октябре 1941 года. В августе 1942 года части 20-й армии Западного фронта вышли на противоположный деревне берег Вазузы в ходе Погорело-Городищенской армейской наступательной операции, являвшейся частью Ржевско-Сычёвской наступательной операции, но форсировать реку так и не смогли. Наступление возобновилось лишь 25 ноября 1942 года в ходе операции «Марс». Деревня была освобождена в ночь на 1 декабря, главным образом, силами 150-й и 148-й стрелковых бригад 8-го гвардейского стрелкового корпуса 20-й армии.

## Достопримечательности
- Городище IX века.
- Могильные плиты семьи Крымовых
- Фундамент разрушенного храма

## Образование и культура
В деревне Хлепень действует дом культуры. Школа закрыта 15.06.2015 года.